# Combretum pisonioides
Combretum pisonioides är en tvåhjärtbladig växtart som beskrevs av Paul Hermann Wilhelm Taubert. Combretum pisonioides ingår i släktet Combretum och familjen Combretaceae. Inga underarter finns listade i Catalogue of Life.